# Список наград и номинаций фильма «Политех»

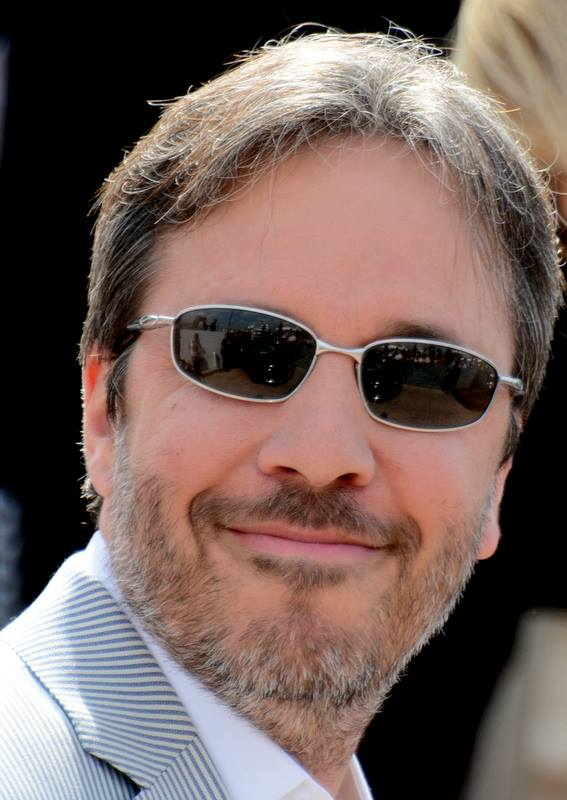
Режиссёр фильма Дени Вильнёв

«Политех» (фр. Polytechnique) — канадский художественный фильм. Режиссёром выступил Дени Вильнёв, авторами сценария — Жак Давидтс, Дени Вильнёв и Эрик Лека. Главные роли исполнили Карин Ванасс, Максим Годетт и Себастьен Юбердо.
Фильм рассказывает о массовом убийстве в Политехнической школе Монреаля 1989 года и воспроизводит события инцидента глазами двух студентов, которые становятся свидетелями убийства четырнадцати молодых девушек. 6 февраля 2009 года фильм вышел в широкий экран в Квебеке, Канада.
Фильм и исполнители главных ролей получили множество наград, в том числе премию Ассоциации кинокритиков Торонто за лучший канадский фильм, Золотой Баярд на Международном фестивале франкоязычных фильмов в Намюре за лучшую операторскую работу, премию «Джини» за лучшую режиссуру, лучшую женскую роль, лучшую мужскую роль второго плана, лучший монтаж, лучший оригинальный сценарий, лучшую операторскую работу, лучший фильм, лучший звук, лучший звуковой монтаж и премию «Ютра» за лучшую режиссуру, лучшую операторскую работу, лучший звук, лучший монтаж и лучшую мужскую роль второго плана.
Всего фильм был номинирован на 25 номинаций, из которых он выиграл 16 наград.

## Награды и номинации
| Награда                                                | Дата церемонии   | Категория                              | Номинанты и получатели                                 | Результат | Ист.  |
| ------------------------------------------------------ | ---------------- | -------------------------------------- | ------------------------------------------------------ | --------- | ----- |
| ACTRA Awards                                           | 2010             | Выдающееся выступление — женское       | Карин Ванасс                                           | Номинация | [ 2 ] |
| Ассоциация кинокритиков Торонто                        | 16 декабря 2009  | Лучший канадский фильм                 | Дени Вильнёв                                           | Победа    | [ 3 ] |
| Ванкуверский кружок кинокритиков                       | 11 января 2010   | Лучший канадский фильм                 | «Политех»                                              | Номинация | [ 4 ] |
| Ванкуверский кружок кинокритиков                       | 11 января 2010   | Лучшая мужская роль в канадском фильме | Себастьен Юбердо                                       | Номинация | [ 4 ] |
| Ванкуверский кружок кинокритиков                       | 11 января 2010   | Лучший режиссёр канадского фильма      | Дени Вильнёв                                           | Номинация | [ 4 ] |
| Джини                                                  | 12 апреля 2010   | Лучшая режиссёрская работа             | Дени Вильнёв                                           | Победа    | [ 5 ] |
| Джини                                                  | 12 апреля 2010   | Лучшая женская роль                    | Карин Ванасс                                           | Победа    | [ 5 ] |
| Джини                                                  | 12 апреля 2010   | Лучшая мужская роль второго плана      | Максим Годетт                                          | Победа    | [ 5 ] |
| Джини                                                  | 12 апреля 2010   | Лучший монтаж                          | Ричард Комо                                            | Победа    | [ 5 ] |
| Джини                                                  | 12 апреля 2010   | Лучший оригинальный сценарий           | Жак Давидтс                                            | Победа    | [ 5 ] |
| Джини                                                  | 12 апреля 2010   | Лучшая операторская работа             | Пьер Жиль                                              | Победа    | [ 5 ] |
| Джини                                                  | 12 апреля 2010   | Лучший фильм                           | Максим Ремийяр, Дон Кармоди                            | Победа    | [ 5 ] |
| Джини                                                  | 12 апреля 2010   | Лучший звук                            | Стефан Бержерон, Пьер Блен, Жо Карон, Бенуа Ледюк      | Победа    | [ 5 ] |
| Джини                                                  | 12 апреля 2010   | Лучший звуковой монтаж                 | Клод Богран, Ги Франкер, Кэрол Ганьон, Кристиан Ривест | Победа    | [ 5 ] |
| Джини                                                  | 12 апреля 2010   | Лучшая музыка к фильму                 | Бенуа Шарест                                           | Номинация | [ 5 ] |
| Джини                                                  | 12 апреля 2010   | Лучший грим                            | Джина Карон, Мартин Ривест                             | Номинация | [ 5 ] |
| Каннский кинофестиваль                                 | 3—24 мая 2009    | Премия СИСАЕ                           | Дени Вильнёв                                           | Номинация | [ 6 ] |
| Международный фестиваль франкоязычных фильмов в Намюре | 2—9 октября 2009 | Лучшая операторская работа             | Дени Вильнёв                                           | Победа    | [ 7 ] |
| Ютра                                                   | 28 марта 2010    | Лучшая режиссёрская работа             | Дени Вильнёв                                           | Победа    | [ 8 ] |
| Ютра                                                   | 28 марта 2010    | Лучшая операторская работа             | Пьер Жиль                                              | Победа    | [ 8 ] |
| Ютра                                                   | 28 марта 2010    | Лучший звук                            | Пьер Блен, Клод Богран, Стефан Бержерон                | Победа    | [ 8 ] |
| Ютра                                                   | 28 марта 2010    | Лучший монтаж                          | Ричард Комо                                            | Победа    | [ 8 ] |
| Ютра                                                   | 28 марта 2010    | Лучшая мужская роль второго плана      | Максим Годетт                                          | Победа    | [ 8 ] |
| Ютра                                                   | 28 марта 2010    | Лучший фильм                           | «Политех»                                              | Номинация | [ 8 ] |
| Ютра                                                   | 28 марта 2010    | Лучшая музыка к фильму                 | Бенуа Шарест                                           | Номинация | [ 8 ] |